# Wolfgang Schranz
Wolfgang Schranz (* 19. März 1976 in Zell am See) ist ein ehemaliger österreichischer Tennisspieler.

## Karriere
Wolfgang Schranz stammt aus einer tennisbegeisterten Familie. Er wurde 1992 österreichischer Jugendmeister. Auf der ITF Junior Tour gewann er 1993 und 1994 zwei Einzel- und einen Doppeltitel. Zudem kam er 1994 bei zwei Grand-Slam-Turnieren der Junioren im Einzel und Doppel zu einem Einsatz. Bei den French Open erreichte er mit dem Achtelfinale sein bestes Resultat.
Ab 1994 trat Schranz bei Profiturnieren an und konnte bereits bei seinem ersten Turnier auf der ATP Tour in St. Pölten das Viertelfinale erreichen, in dem er dem späteren Turniersieger Thomas Muster unterlag. Im Mai 1995 brach sich Schranz die Hand. 1997 erreichte er bei den French Open zum ersten Mal das Hauptfeld eines Grand-Slam-Turniers, musste sich aber in der ersten Runde Gastón Etlis geschlagen geben, ein Jahr später verlor er an der gleichen Stelle gegen Félix Mantilla auch bei seinem zweiten und letzten Grand-Slam-Turnier in der ersten Runde. Im September 1997 erreichte Schranz in Guadalajara erstmals das Halbfinale eines Challengers. Zudem gewann er in diesem Jahr zwei Satellite-Turniere, was die Vorgängerserie der Futures darstellte. Im Folgejahr verlor er das Challenger-Endspiel in Prag gegen den Tschechen Michal Tabara. Seinen ersten und einzigen Titel auf der Challengertour holte Schranz 1998 in Oberstaufen mit einem Sieg über Rogier Wassen. Danach folgten in seiner Karriere noch eine Finalteilnahme beim Challenger in Eckental und 1999 das Erreichen eines Achtelfinales bei einem Turnier der ATP Tour in Kitzbühel. Im November 1998 war er in der Weltrangliste mit Platz 136 am höchsten platziert. Das bestes Doppelergebnis seiner Karriere hatte Schranz an der Seite von Dick Norman, als sie 2000 gemeinsam das Finale des Brașov Challenger erreichten, welches sie gegen Ionuț Moldovan und Juri Schtschukin verloren. Er kam im Doppel nie über Platz 376 hinaus.
Zwischen 1996 und 1999 trat Schranz in vier Begegnungen für die österreichische Davis-Cup-Mannschaft an. Drei seiner Matches gewann er, drei verlor er.
Ab 2000 verlor er stetig Positionen in der Rangliste. Er trat häufiger bei Futures an, wo er im Einzel 2001 und 2002 sowie im Doppel zweimal 1999 und 2005 Titel gewann. Nach 2006 trat er nur noch zweimal auf der Future Tour in Erscheinung. 2008 ging er das letzte Mal bei einem internationalen Turnier an den Start.
Nach seinem Rücktritt aus dem professionellen Wettkampfbetrieb, spielte Schranz weiterhin im Seniorenbereich Tennis. Er wurde sechsmal mit seiner Mannschaft österreichischer Seniorenmeister. Zudem war er beim Hamburger Polo Club Verantwortlicher im Jugendbereich der Tennissparte.

## Persönliches
Schranz war von 2011 bis 2024 mit der ehemaligen Moderatorin der Lottoziehung 6 aus 45 mit Joker Karin Schranz-Klippl verheiratet und ist Vater eines Sohnes. Er arbeitet als Gesellschafter für ein Energieunternehmen.

## Erfolge
| Legende (Anzahl der Siege) |
| Grand Slam                 |
| ATP Finals                 |
| ATP Tour Masters 1000      |
| ATP Tour 500               |
| ATP Tour 250               |
| ATP Challenger Tour (1)    |

### Einzel

#### Turniersiege
| Nr. | Datum        | Turnier     | Belag | Finalgegner   | Ergebnis |
| --- | ------------ | ----------- | ----- | ------------- | -------- |
| 1.  | 6. Juli 1998 | Oberstaufen | Sand  | Rogier Wassen | 6:4, 6:2 |